# SDM2
System Development Methodology 2 (SDM2) is een traditionele lineaire fasemethode die voornamelijk wordt gebruikt bij projecten voor systeemontwikkeling.

## Geschiedenis
SDM2 stamt uit het jaar 1987 en is de opvolger van SDM dat in 1970 werd ontwikkeld door het bedrijf PANDATA, onderdeel van de Capgemini Sogeti (CGS) groep, in opdracht van drie Nederlandse bedrijven: Akzo, Nationale-Nederlanden en PTT (nu TNT). Doordat deze methode zijn oorsprong heeft in Nederland wordt deze methode in Nederland erg veel gebruikt.

## Definitie SDM2
Een gefaseerde top-down methode die op globaal niveau aangeeft welke activiteiten doorlopen moeten worden, hoe deze samenhangen en welke mijlpaalproducten moeten worden opgeleverd. Via afbakening en decompositie worden de onderdelen steeds gedetailleerder ingevuld.

## Verschil tussen SDM en SDM2
Het probleem bij SDM was dat tijdens het functioneel ontwerp, er al vaak technische kanttekeningen werden gemaakt die pas later in het technische ontwerp werden gedocumenteerd. In SDM2 werd dit "alvast vooruit documenteren" ondervangen door een vernieuwde fase-indeling, te weten globaal ontwerp en detailontwerp. Het globale ontwerp is een ontwerp op hoofdlijnen, die zowel functioneel als technisch zijn, terwijl in het detailontwerp op beide gebieden de puntjes op de ‘i’ werden gezet. De rol van het globale ontwerp is nu overgenomen door de architectuur. Daarin staan immers zowel de principes die
betrekking hebben op de functionaliteit als de principes die te maken hebben met
de constructie en hun onderlinge relaties.

## Fasen
Met behulp van SDM2 is het mogelijk omvangrijke automatiseringsprojecten te structureren en te plannen. Het ontwikkelproces wordt globaal opgedeeld in zes verschillende fasen(bij SDM zeven fases), namelijk:
- Informatieplanning;
- Definitiestudie;
- Globaalontwerp;
- Detailontwerp;
- Realisatie;
- Invoering;
- Gebruik en beheer.

Alle afzonderlijke fasen bestaan vervolgens weer uit subfasen ofwel activiteiten. Hierdoor ontstaat een gestructureerde manier van werken.

## Uitwerking van fasen
Informatieplanning, aangeven van doelstellingen, de wijze waarop en de middelen waarmee de doelstellingen zijn te realiseren en een budget.
Definitiestudie, activiteiten gericht op het definiëren van systeemeisen, de impact op de organisatie en de beschrijving van het systeemontwerp als logisch systeem.
Basisontwerp, gedetailleerde uitwerking van systeemconcept en gekozen systeemoplossing tot op niveau van deelsystemen.
Detailontwerp, Systeemdocumentatie, beschrijven van het (sub)systeem, schema's van het functioneel en technisch ontwerp, overzicht van controlemaatregelen, de testprocedures en testresultaten.
Gebruikersdocumentatie, procedurebeschrijvingen, voorschriften, instructies, formulieren en schermindelingen.
Realisatie, de realisatie en het testen van het detailontwerp. Testen omvat een functietest op werking, moduletest (correct functioneren in samenhang van functies), integratietest (functioneren modules in samenhang), acceptatietest. Ook dienen de systeem-, gebruikers- en productiedocumentatie getest worden.
Systeemdocumentatie, beschrijven van het (sub)systeem, schema's van het functioneel en technisch ontwerp, overzicht van controlemaatregelen, de testprocedures en testresultaten.
Gebruikersdocumentatie, procedurebeschrijvingen, voorschriften, instructies, formulieren en schermindelingen.
Invoering, hierbij is van belang conversie en schaduwdraaien.
Conversie = het overzetten van registraties behorende tot de bestaande systemen naar het nieuwe systeem.
Schaduwdraaien = zowel het oude als het nieuwe systeem zijn voor een bepaalde tijd tegelijkertijd operationeel, waarbij de resultaten van het nieuwe systeem worden vergeleken met die van het oude systeem
Gebruik en beheer, van belang is evaluatie.

## Overgang van fasen
De verschillende fasen worden met behulp van de watervalmethode doorlopen, zodat afzonderlijke fasen moeten worden afgerond alvorens met een volgende fase begonnen kan worden. Elke fase wordt daarom afgerond met een mijlpaalproduct. Op basis van dit tussenproduct wordt bepaald of er overgegaan kan worden naar de volgende fase. Hierbij wordt onderscheid gemaakt tussen een Go en een No Go. Bij een Go wordt het tussenproduct goedgekeurd en de nieuwe fase kan worden gestart. Bij een No Go wordt het tussenproduct afgekeurd en moet dit product worden verbeterd, net zo lang tot het voldoende is om verder te gaan naar de volgende fase.
Is er eenmaal een overgang, een Go, naar een andere fase dan kan er niet meer teruggesprongen worden naar een voorgaande fase.